# Folíol
En botànica, un folíol o pinna és cadascuna de les divisions d'una fulla composta. Quan el limbe foliar està dividit en folíols es diu que la fulla és composta. Quan el limbe no està dividit, la fulla és simple.

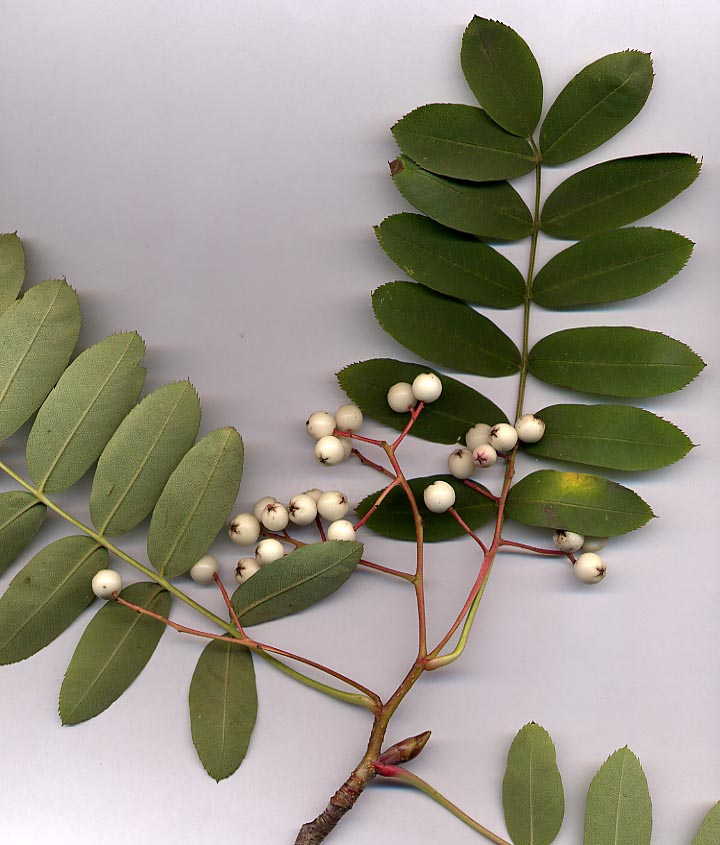
Sorbus glabrescens
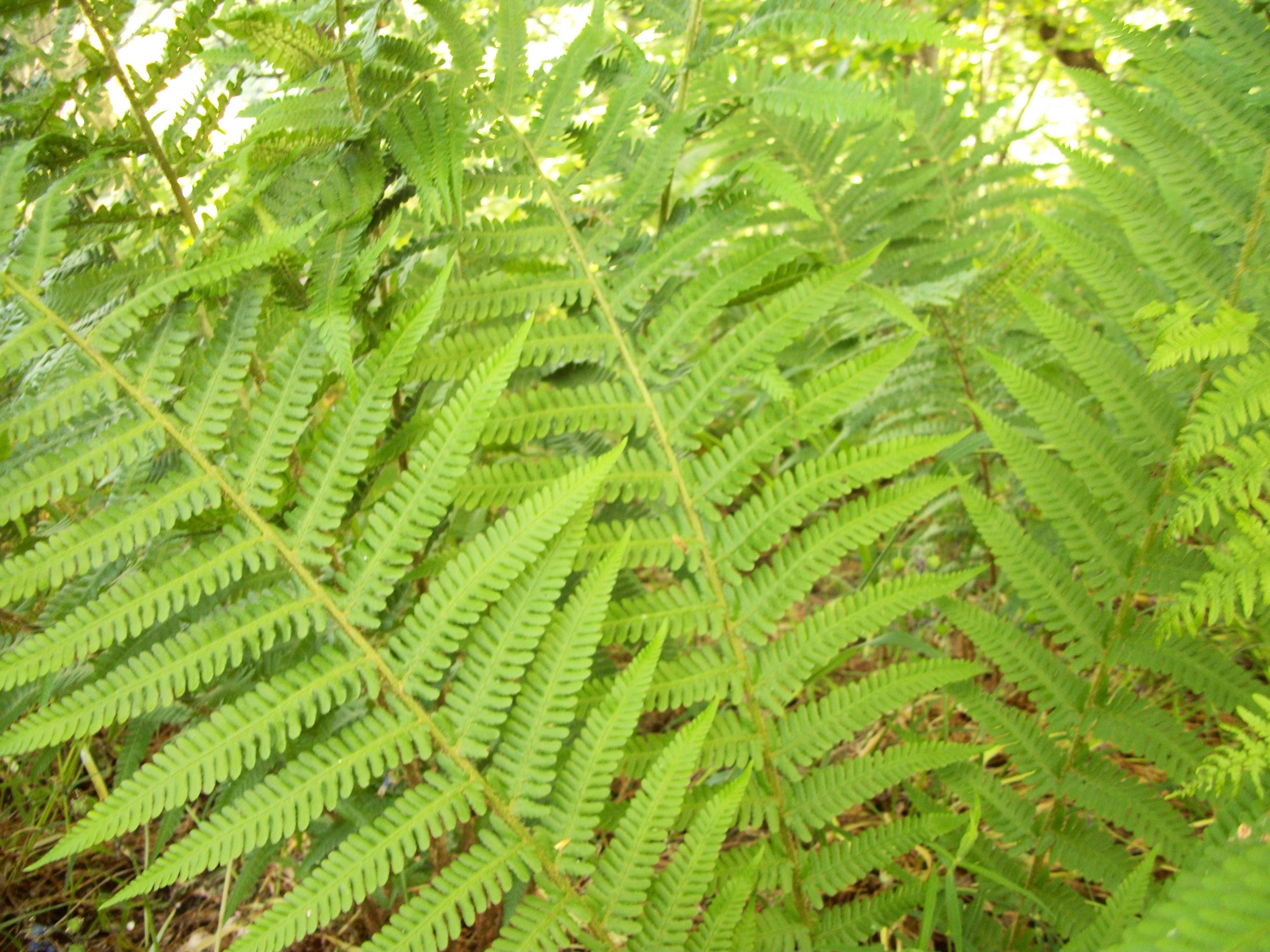
Detall de les fulles d'una falguera
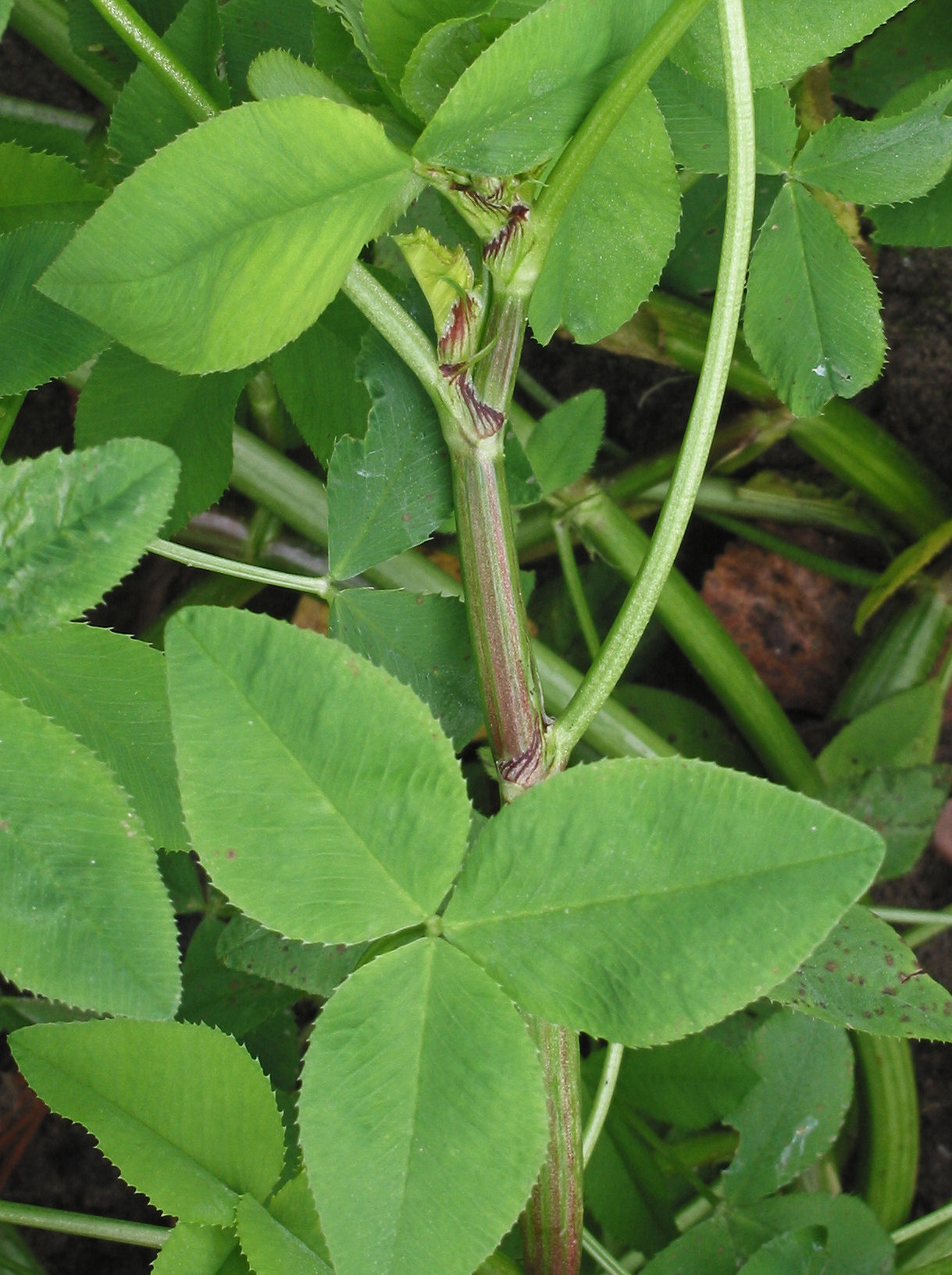
Fulles de trèvol
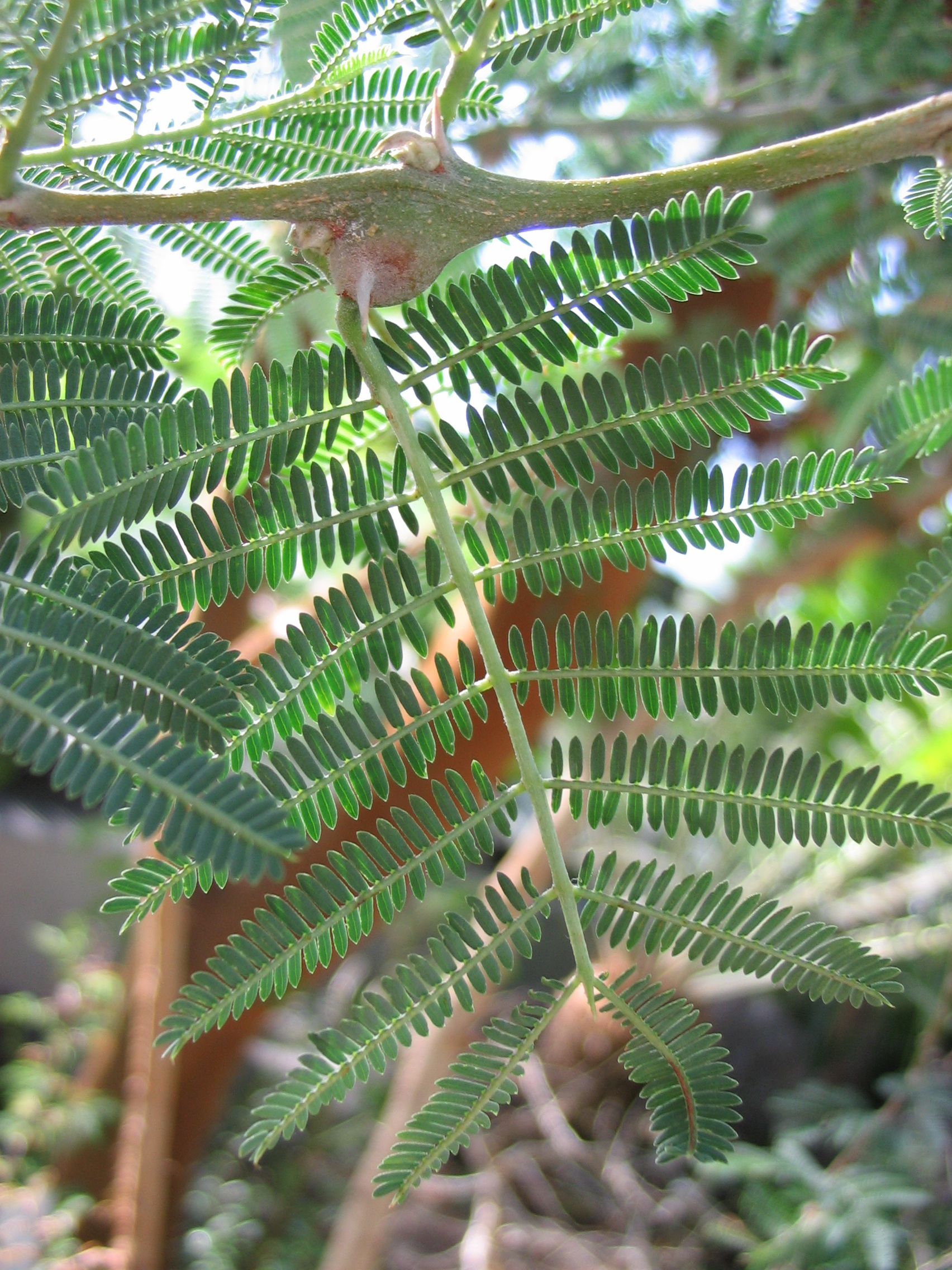
Detall de la fulla d'una acàcia
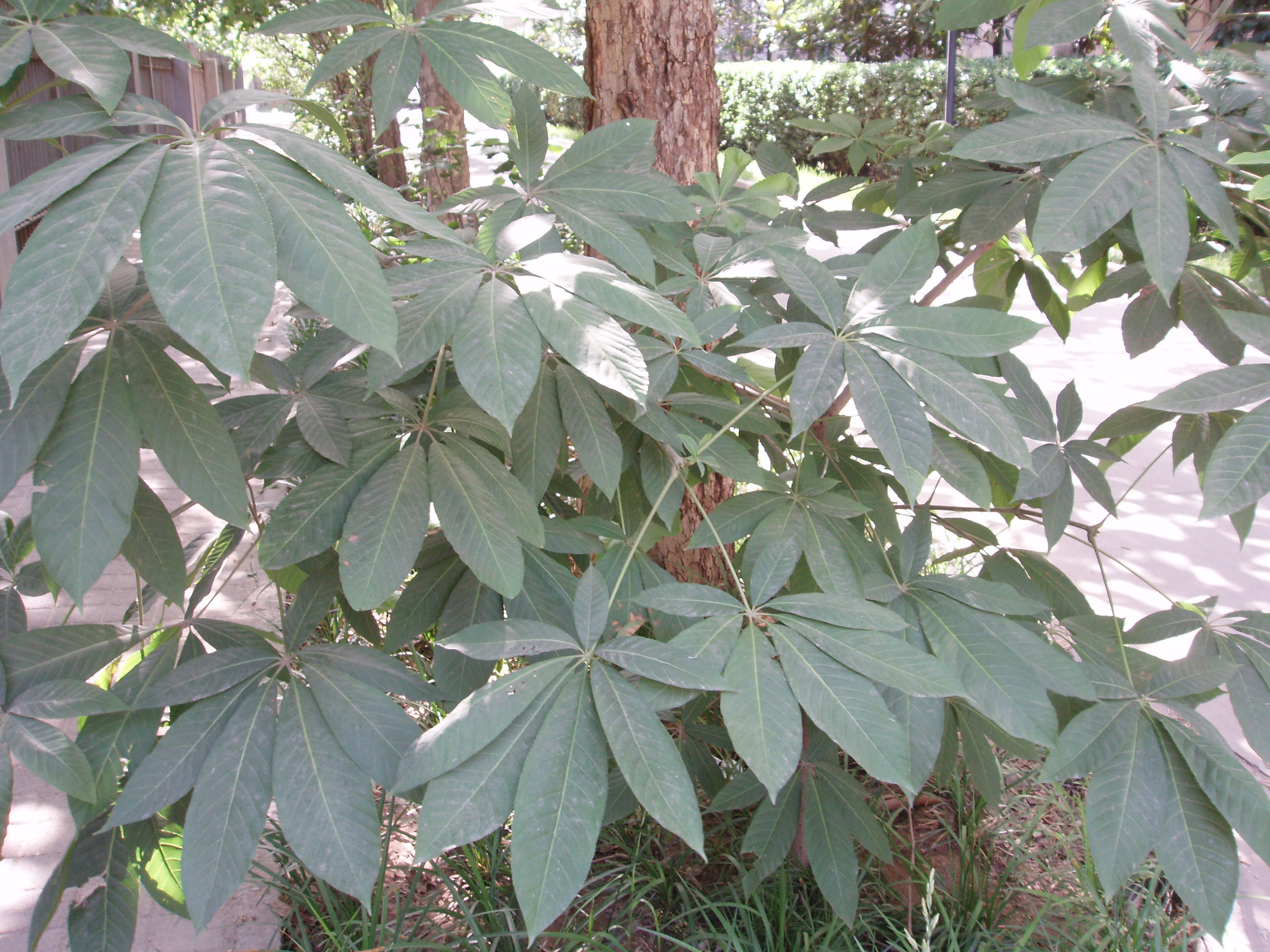
Fulles de Aesculus chinensis